# Telecom 2C
Telecom 2C war ein französischer  Fernsehsatellit, der France Télécom S.A. und auf 3° Ost mit Telecom 2A kopositioniert war. Über ihn wurden überwiegend französischsprachige Programme und Datendienste gesendet.
Der Satellit ist nicht mehr aktiv und befindet sich im Inclined Orbit mit 7° Bahnneigung. Der auf 5° West positionierte Atlantic Bird 3 von Eutelsat hat die Dienste von Telecom 2C im Ku-Band übernommen.

## Empfang
Der Satellit konnte auf der arabischen Halbinsel, in Westafrika, Südafrika und Brasilien empfangen werden.